# 库雷埃克卡德
库雷埃克卡德（Kureekkad），是印度喀拉拉邦Ernakulam县的一个城镇。总人口9730（2001年）。

## 人口
该地2001年总人口9730人，其中男性4780人，女性4950人；0—6岁人口967人，其中男496人，女471人；识字率85.97%，其中男性为87.49%，女性为84.51%。